# Salvador Sagrera
Salvador Sagrera Pedret, né le 15 août 1921 à Barcelone (Catalogne, Espagne) et mort le 23 janvier 2005, est un footballeur espagnol qui évoluait au poste de milieu de terrain.

## Carrière
Salvador Sagrera débute au FC Barcelone lors de la saison 1947-1948. Il reste trois saisons au club avec qui il remporte deux championnats d'Espagne (1948 et 1949). Il joue un total de 20 matchs en première division avec Barcelone.
Sagrera joue la saison 1954-1955 avec l'UE Lleida en deuxième division.

## Palmarès
Avec le FC Barcelone :
- Champion d'Espagne en 1948 et 1949
- Vainqueur de la Coupe Latine en 1949
- Vainqueur de la Coupe Eva Duarte en 1949